# Delirium (film)
Delirium (conosciuto anche come Succubus) è un film  del 1968 diretto da Jesús Franco.

## Trama
Lorna, esuberante ballerina, lavora nel più lussuoso night club di Lisbona ed ogni sera è impegnata in uno spettacolo sadomaso culminante nella messa in scena di un omicidio. La protagonista, col tempo, incomincia ad assorbire dentro di sé l'essenza di questa "filosofia".

## Produzione
Si tratta del primo lavoro girato in esterna dal regista spagnolo. Franco fu, infatti, costretto a trovare finanziamenti e a redigere il lungometraggio in Germania, a causa della censura che gli aveva ostacolato la realizzazione del film.
Delirium fu terminato da Caminnecci poiché la casa di produzione originaria si ritirò dal progetto durante la lavorazione della pellicola.
Nonostante la sceneggiatura sia accreditata al produttore subentrato, Franco, in una intervista, sostiene che la storia sia stata redatta da lui, con l'aiuto di Hoven.

## Distribuzione
È stato proiettato durante il Festival di Berlino 1967.
Fu riproposto, successivamente, al Fantastic Fest nel 2009.
In Italia, è uscito in edizione home video nel 2020. Esistono, inoltre, copie in lingua tedesca e spagnola.

## Accoglienza
Il critico italiano Paolo Mereghetti, nel suo dizionario omonimo, commenta il film come un'«opera audace per l'epoca» e che si sia ispirato il cineasta ai dialoghi delle pellicole di Jean Luc Godard.
Roger Ebert ritiene, invece, che Succubus sia stato uno dei lungometraggi peggiori dell'anno.

## Curiosità
- Il regista Fritz Lang considerò Delirium come il miglior thriller erotico di sempre.
- La versione italiana ha un finale diverso rispetto a quella per il mercato estero.